# Malakheti
Malakheti (nepalski: मालाखेती) – gaun wikas samiti w zachodniej części Nepalu w strefie Seti w dystrykcie Kailali. Według nepalskiego spisu powszechnego z 2001 roku liczył on 2532 gospodarstw domowych i 15611 mieszkańców (7757 kobiet i 7854 mężczyzn).